# Fritz Bleyl
Hilmar Friedrich Wilhelm Bleyl, kendt som Fritz Bleyl (født 8. oktober 1880, død 19. august 1966) var en tysk kunstner af den ekspressionistiske skole og en af de fire grundlæggere af kunstnersammenslutningen Die Brücke ("Broen"). Han designede grafik til sammenslutningen, herunder en plakat til sammenslutningens første udstilling; plakaten blev dog forbudt af politiet. Han forlod gruppen efter kun to år, da han blev gift og udstillede ikke offentligt derefter.

## Liv og arbejde
Fritz Bleyl blev født i Zwickau, i Kongeriget Sachsen, og voksede op i Erzgebirge regionen. I 1901 begyndte han at studere arkitektur på den Königliche
Technische Hochschule i Dresden, som hans forældre ønskede, men hans eget ønske var at blive maler. Den tekniske højskole havde flere kurser og fag udover arkitektur, herunder frihåndstegning, perspektivtegning og kunsthistorie.
Bleyl blev en nær ven med sin medstuderende, Ernst Ludwig Kirchner, som han mødte i løbet af det første semester. De diskuterede kunst sammen, og studerede naturen, og havde begge et radikalt udtryk til fælles.
I 1905 grundlagde Bleyl sammen med Ernst Ludwig Kirchner, og to andre arkitektstuderende, Karl Schmidt-Rottluff og Erich Heckel, kunstnersammenslutningen Die Brücke ("Broen"). Gruppen tog afstand fra den udbredte traditionelle akademiske stil og ønskede at finde et nyt kunstnerisk udtryk, der skulle bygge bro (deraf navnet) mellem fortid og nutid. De reagerede mod både tidligere kunstnere som Albrecht Dürer, Matthias Grünewaldog
Lucas Cranach den Ældre, såvel som nutidige, internationale avantgardebevægelser. Gruppen var skelsættende og havde stor indflydelse på udviklingen af moderne kunst i det 20 århundrede og skabte stilen ekspressionisme. På dette tidspunkt var Bleyl et ivrigt medlem af gruppen, der i begyndelsen holdt til i Kirchners første atelier, som tidligere havde været en slagterbutik. Bleyl beskrev det som:
en rigtigt bohemeliv, fuldt af malerier liggende over det hele, tegninger, bøger og kunstnerens materialer — meget mere som en kunstners romantiske logi end hjemsted for en velorganiseret arkitektstuderende.
Kirchners atelier levede op til Bleyls beskrivelse, og blev et mødested, som brød med sociale konventioner, og var et frirum for tilfældig sex og nøgne mennesker, der gik rundt. Gruppen croquis-sessioner blev gennemført med modeller fra gruppens omgangskreds, og blev gennemført på et kvarter for at skabe spontanitet.
Som en del af sikringen af den nationale arv, genoplivede gruppen de ældre medier, især træsnit. Bleyl specialiserede sig i grafisk design, og skabte flere betydelige plakater og billetter, der præsenterede sammenslutningen til offentligheden.
I september og oktober 1906 blev sammenslutningens første udstilling afholdt i Dresden. Udstillingen fokuserede på kvindelig nøgenhed. Bleyl fremstillede en litografisk plakat til udstillingen trykt i orange blæk på hvidt papir. Det har en smal, portræt-format, som er nærmere beslægtet med japanske træsnit end konventionelle moderne udskrifter, og var en udpræget modsætning til den plakat, designet af Otto Gussmann for det Tredje tyske Udstilling af brugskunst, der var åbnet fire måneder tidligere i Dresden. Politiets censorer nedlagde forbud mod plakaten, da de mente, at man kunne skimte kønsbehåring i skyggen under maven.
I 1905 afsluttede Bleyl sine universitetsstudier, og i de følgende år begyndte han at undervise på Bauschule (arkitektskole) i Freiberg i Sachsen. Han valgte en borgerlig livsstil, giftede sig i 1907, og med et ønske om at støtte hans familie, forlod han gruppen. Han blev erstattet af Max Pechstein og Otto Mueller.
I 1916 afsluttede han sin afhandling, og rejste i Italien og i Alperne. Resten af livet fortsatte han med at undervise og arbejde som arkitekt. Han fortsatte også med grafisk arbejde, men holdt ude af offentligheden og udstillede ikke. Han opholdt sig i Rostock, Neukölln i Berlin og i Brandenburg. Han døde i Bad Iburg, i en alder af 85.

## Udstillinger
Fritz Bleyl udstillede i følgende Die Brücke udstillinger. Die Brücke organiserede vandreudstillinger, hvor det samme arbejde, ville blive vist igen på et andet sted.
- I Print Collection, Kunsthalle Beyer & Sohn gallery, Leipzig, november 1905
- July 1906, August Dörbant Art Salon, Braunschweig
- I Print Collection 1906–1907, Georg Hulbe Kunstgewerbehaus, Hamburg, september 1906
- Seifert Lamp Factory, Dresden-Löbtau, 24. september – oktober 1906
- I Print Collection 1906–1907, Katharinenhof gallery, Frankfurt am Main, november 1906
- II Print Collection 1906–19076, Städtische Vorbildersammlung, Chemnitz, december 190
- Seifert Lamp Factory, Dresden-Löbtau, 3. december – januar 1907
- I Print Collection 1906–1907, Friedrich Cohen Art Salon, Bonn, februar 1907
- II Print Collection 1906–1907, Zwickau Kunstverein, Zwickau, januar – februar 1907
- I Print Collection 1906–1907, Wilhelm Werner Art Salon, Göttingen, marts – april 1907
- II Print Collection 1906–1907, Otto Fischer Art Salon, Bielefeld, marts 1905
- II Print Collection 1906–1907, Düsseldorf Städtische Kunsthalle, Düsseldorf, april 1907
- I Print Collection 1906–1907, Leopold-Hoesch-Museum, Düren, juni 1907
- II Print Collection 1906–1907, Heidelberg Kunstverein, Heidelberg, juni 1907
- II Painting and Print Exhibition, Flensburg Gewerbemuseum, Flensburg, juni 1907
- II Print Collection 1906–1907, Würrtemberg Kunstverein, Stuttgart, juli 1907
- I Print Collection 1906–1907, Pfälzischer Kunstverein, Speyer, august 1907
- II Painting and Print Exhibition, Clematis Art Salon, Hamburg, juli – august 1907
- II Painting and Print Exhibition, Emil Richter Art Salon, Dresden, september 1907
- I Print Collection 1906–1907, XV Kunstverein Exhibition, Rosenheim, oktober 1907
- II Painting and Print Exhibition, Kaiser Wilhelm Museum, Magdeburg, oktober 1907